# Ніколаєвка (Сеченовський район)
Ніколаєвка (рос. Николаевка) — присілок в Сеченовському районі Нижньогородської області Російської Федерації.
Населення становить 39 осіб. Входить до складу муніципального утворення Кочетовська сільрада.

## Історія
Від 2009 року входить до складу муніципального утворення Кочетовська сільрада.

## Населення
| 2002 | 2010 |
| ---- | ---- |
| 65   | ↘39  |